# ニーケー

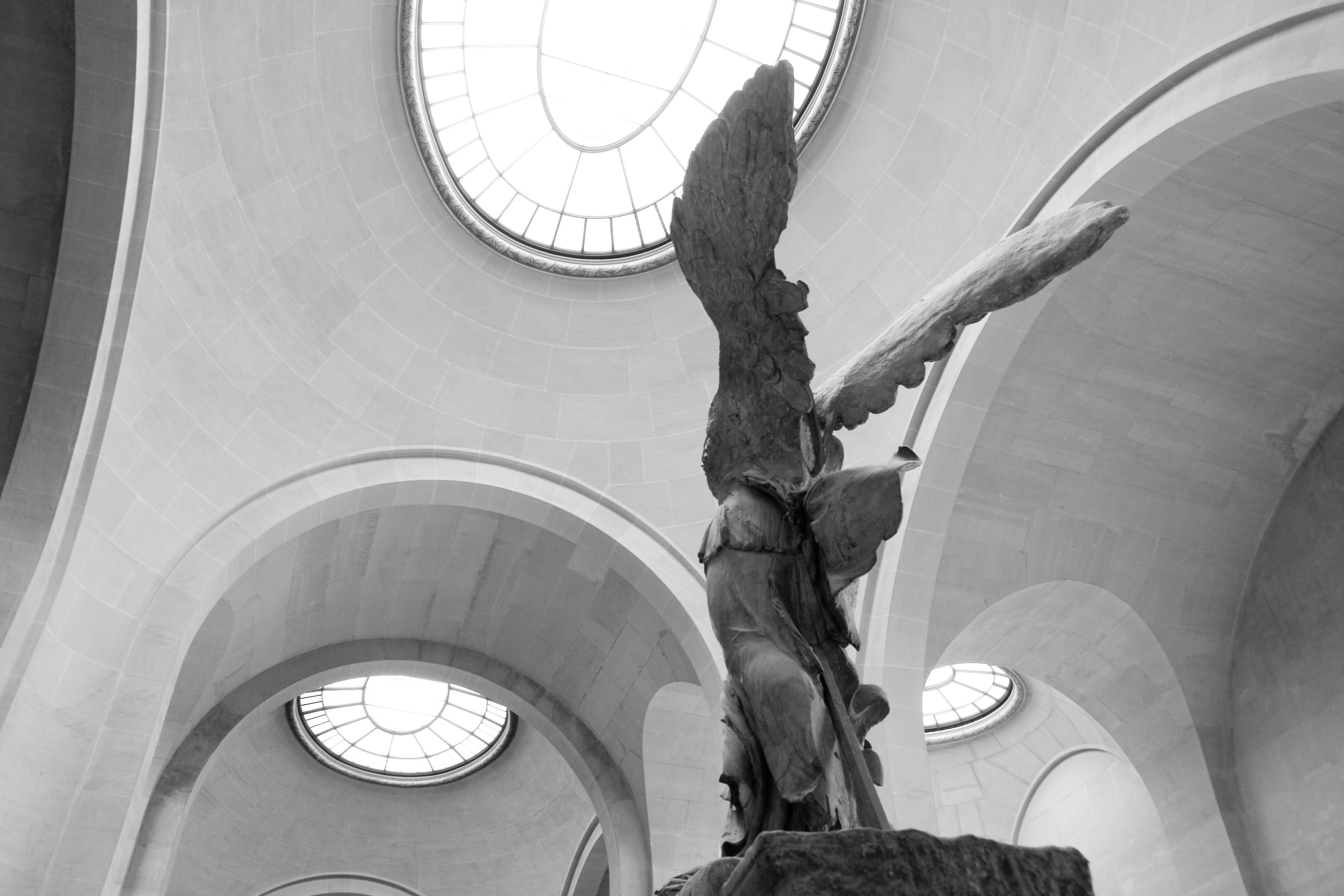
サモトラケのニケ像（ルーヴル美術館所蔵）

ニーケー（古希: Νίκη, Nīkē、古代ギリシャ語発音：[nǐːkɛː]）は、ギリシア神話に登場する勝利の女神。日本語では長音を省略しニケと表記する場合もある。ローマ神話ではウィクトーリア (Victōria) と同一視される。
ティーターン族の血族パラースとステュクス（冥界の河）の子。兄弟は、ゼーロス（鼓舞）、クラトス（力）、ビアー（暴力）。ティーターノマキアーには、ステュクスの命によりオリュムポス側につき、ゼウスに賞されたという。
一般には有翼の女性の姿で表される。アテーナーの随神だが、アテーナーの化身とする場合もある。しかし、ローマ神話のウィクトーリアは、マールスに付き従う。アテーナイのパルテノーン神殿の本尊であったアテーナー神像では、右手の上に載せられていた。
サモトラーケー島で発掘された彫像「サモトラケのニケ」が有名。
英語ではナイキ（Nike、英語発音: [ˈnaɪki]）と発音される。アメリカのスポーツ用品メーカー「ナイキ」の社名はこの女神に由来する。トレードマークはこの女神の翼をイメージしたもの。

## ニケの像

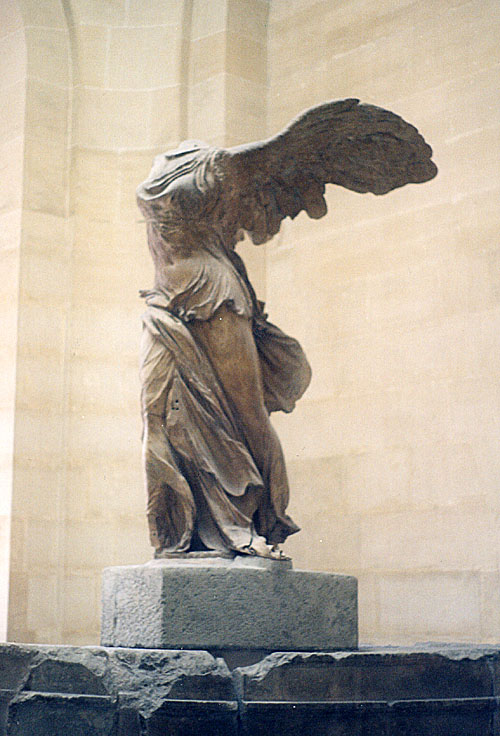
サモトラケのニケ

- サモトラケのニケ
- 独立記念碑 (メキシコ)